# Trigonoptera nigrofasciata
Trigonoptera nigrofasciata là một loài bọ cánh cứng trong họ Cerambycidae.